# Bildstock (Premich, Kirchstraße 12)

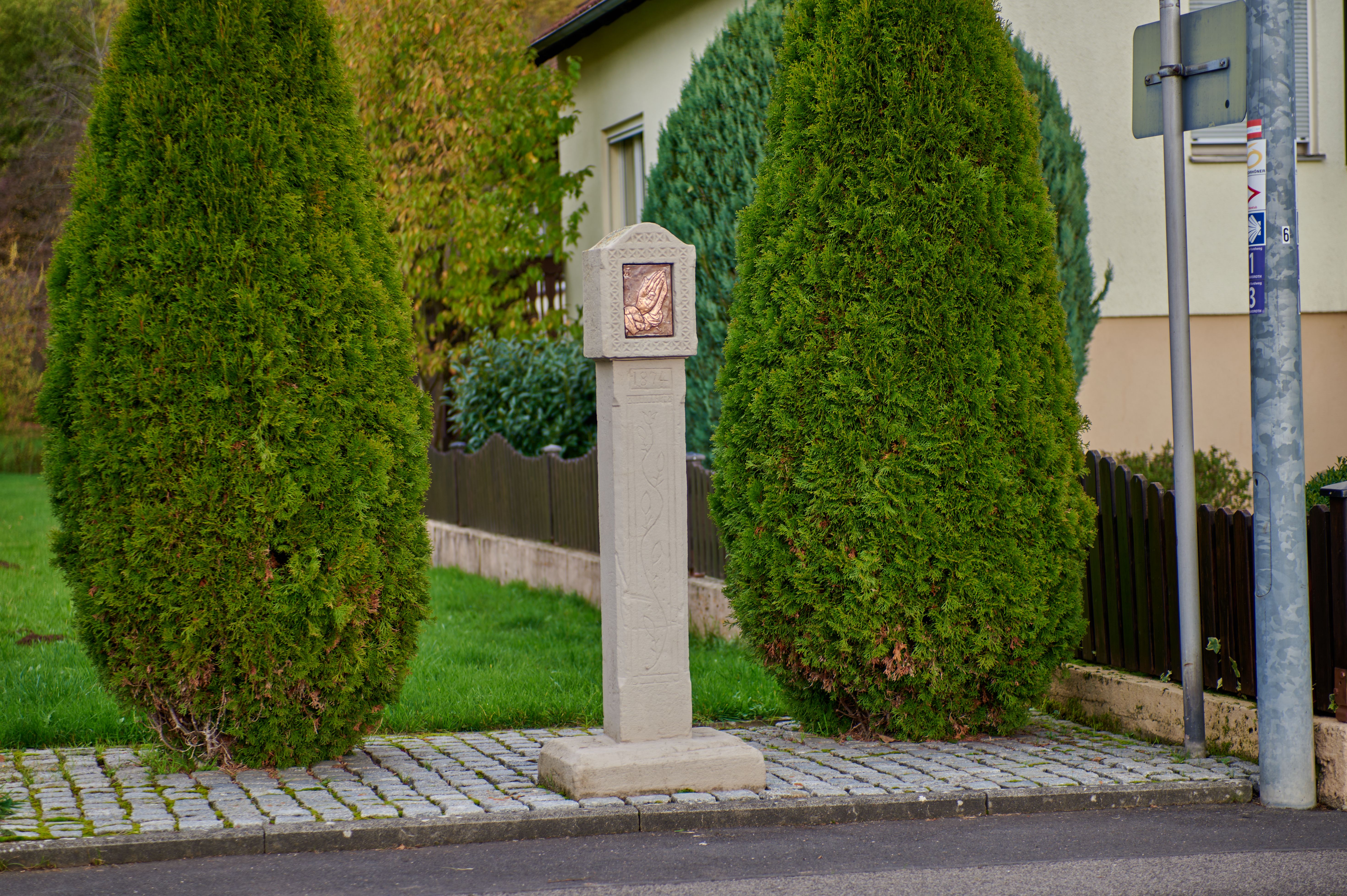
Bildstock in Premich, Kirchstraße 12

Der Bildstock Kirchstraße 12 befindet sich in Premich, einem Gemeindeteil des Marktes Burkardroth im unterfränkischen Landkreis Bad Kissingen am Kirchstraße 12.
Der Bildstock gehört zu den Baudenkmälern von Burkardroth und ist unter der Nummer D-6-72-117-53 in der Bayerischen Denkmalliste registriert.

## Beschreibung
Der 157 cm hohe Bildstock besteht aus grauem Sandstein und entstand im Jahr 1874.
Der Bildstock ist ein Monolith und steht auf einem 43 cm × 53 cm großen Fundament, das in die Erde versenkt ist. Der Schaft besteht aus einer gefasten, 19,5 cm hohen Sockelandeutung mit den Abmessungen 21 cm × 21 cm, einem gefasten Schaft und einer 7 cm hohen Kapitellandeutung und den Abmessungen 21 cm × 21 cm. Die Schafthöhe beträgt 106 cm.
Das Dachhaus hat ein gewölbtes Dach (Seitenhöhe: 31 cm, Wölbehöhe: 37,5 cm, Abmessungen: 28 cm × 32 cm). Der Nischeneinsatz stellt eine Madonna mit Kind dar, der Diagonalrahmen zeigt Diagonalkreuze im Quadrat als Kerbschnittzier. Auf dem Pseudokapitell im rechteckigen Feld steht die Zeitzifferanzeige „1874“. Am Schaft im Doppelstichrahmen befindet sich eine aufstrebende Pflanzenranke mit Lilie oder Tulpenblüte.